# Вендзилович Мирон Дем'янович
Миро́н Дем'я́нович Вендзило́вич (26 серпня 1919, Солинка — 8 квітня 1992, Львів) — український архітектор.

## Біографія
Народився 26 серпня 1919 року в селі Солинка (нині село Ліського повіту Підкарпатського воєводства). Навчався в Хирівській гімназії (1931—1938) та Краківській академії мистецтв, закінчив інженерно-будівельний факультет Львівського політехнічного інституту (1946—1949).
Працював в Ужгороді в «Облсільпроекті». З 1953 року мешкав у Львові. Працював у львівській філії «Діпроміст» (інженер проєкту, згодом головний архітектор). З 1964 року паралельно викладав історію інтер'єру у Львівському державному інституті прикладного і декоративного мистецтва. З 1971 року — доцент, пізніше — завідувач, а з 1984 року — професор кафедри проєктування інтер'єрів у тому ж виші.
У 1964—1971 роках був головою львівської організації Спілки архітекторів України.

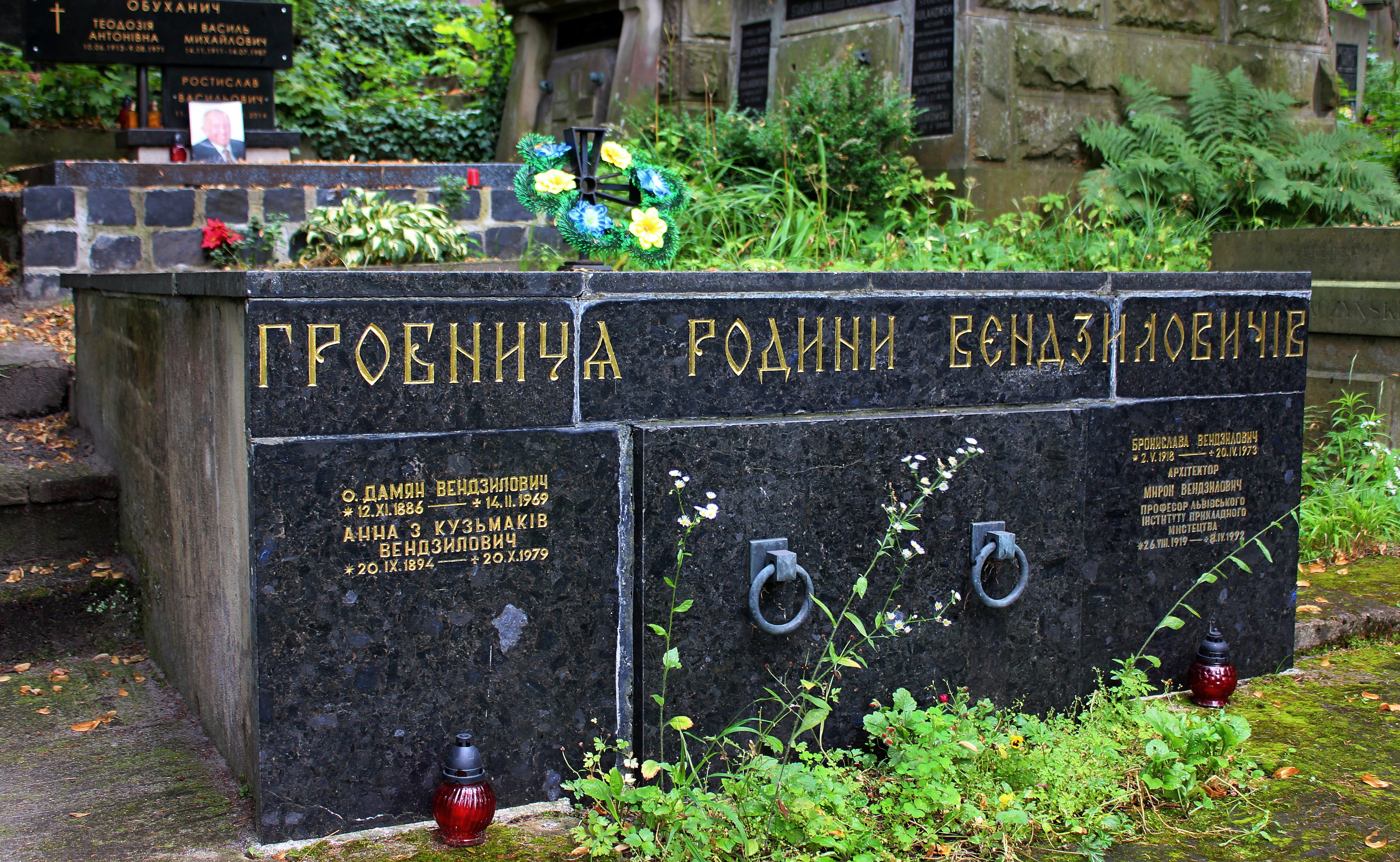
Гробівець родини Вендзиловичів на Личаківському цвинтарі у Львові

Лауреат Державної премії УРСР імені Тараса Шевченка з архітектури 1972 року (у складі авторського колективу). Мешкав у Львові на вулиці Квітневій, 14. Помер 8 квітня 1992 року у Львові та похований у родинному гробівці на Личаківському цвинтарі (поле № 60).

## Творчість

### Споруди
- Центральний колгоспний ринок на вулиці Базарній, 11, тепер Краківський ринок[4].
- Гуртожиток торгово-економічного інституту на нинішній вулиці Тершаковців, 2а[4].
- Будинок «Облспоживспілки» в Ужгороді (1952-1954).
- Будинок на вулиці Ужгородській, 17 у Береговому (1954-1955).
- Адміністративний корпус лакофарбового заводу на вул. Хімічній, 2 у Львові (1954—1955).
- Широкоекранний кінотеатр «Космос» у місті Івано-Франківськ (1957).
- Співавтор (разом із Генріхом Швецьким-Вінецьким) проєкту планування малоповерхових житлових кварталів на Левандівці (Львів). Автор декількох одно- та двоповерхових житлових будинків цього району (1958)[5][6][7].
- Житлові квартали у місцевості Сигнівки (Львів, 1958, співавтор Генріх Швецький-Вінецький)[7].
- Житловий будинок на вулиці Керченській, 8 у Львові (1954-1958).
- Проєкт планування та забудови міста Долина Івано-Франківської області (1959).
- Будинок молоді у селищі Брюховичі (1961-1962).
- Планування житлового району між вулицею Варшавською та пр. Чорновола у Львові (1964, спільно із архітектором С. Домазаром)[8].
- Будинок для обчислювального центру, інституту «Укрземпроект» та кафе «Ватра» на пр. Чорновола, 2 у Львові (1962—1967).
- Житловий будинок на нинішній вулиці Вітовського, 38[9].
- Будинок фізичного факультету Львівського університету (1963—1968).
- Санаторій «Дніпро» в місті Трускавець (1969, проєкт).
- Лабораторний корпус Львівського державного інституту прикладного та декоративного мистецтва (1972, оригінальний фасад утрачено після реконструкції).
- Спортивний корпус товариства «Динамо» на вулиці Вітовського, 53 у Львові (1969-1972)[10].
- Інтер'єри ресторану «Трускавець» у Трускавці (1978).
- Храм Різдва Пресвятої Богородиці у місті Новий Розділ (1991-2006).
- Храм Святих  Володимира і Ольги в селі Деревач (1990-1993)[11].
- Церква Святих апостолів Петра і Павла в селі Липники (1990-1998).
- Храм Святих Володимира і Ольги на вул. Симоненка, 5а у Львові (1991-1996)[12].
- Церква Святих апостолів Петра і Павла на вул. Львівській, 39в у селі Зимна Вода (1991-2005)[13].

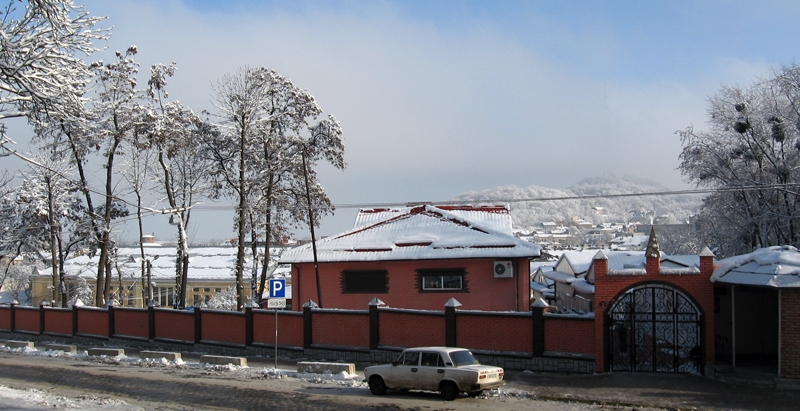
Краківський ринок у Львові
Будівля інституту «Укрземпроект» (пр-кт Чорновола, 2)
Гуртожиток торгово-економічного інституту (вул. Тершаковців, 2а)
Житловий будинок (вул. Вітовського, 38)
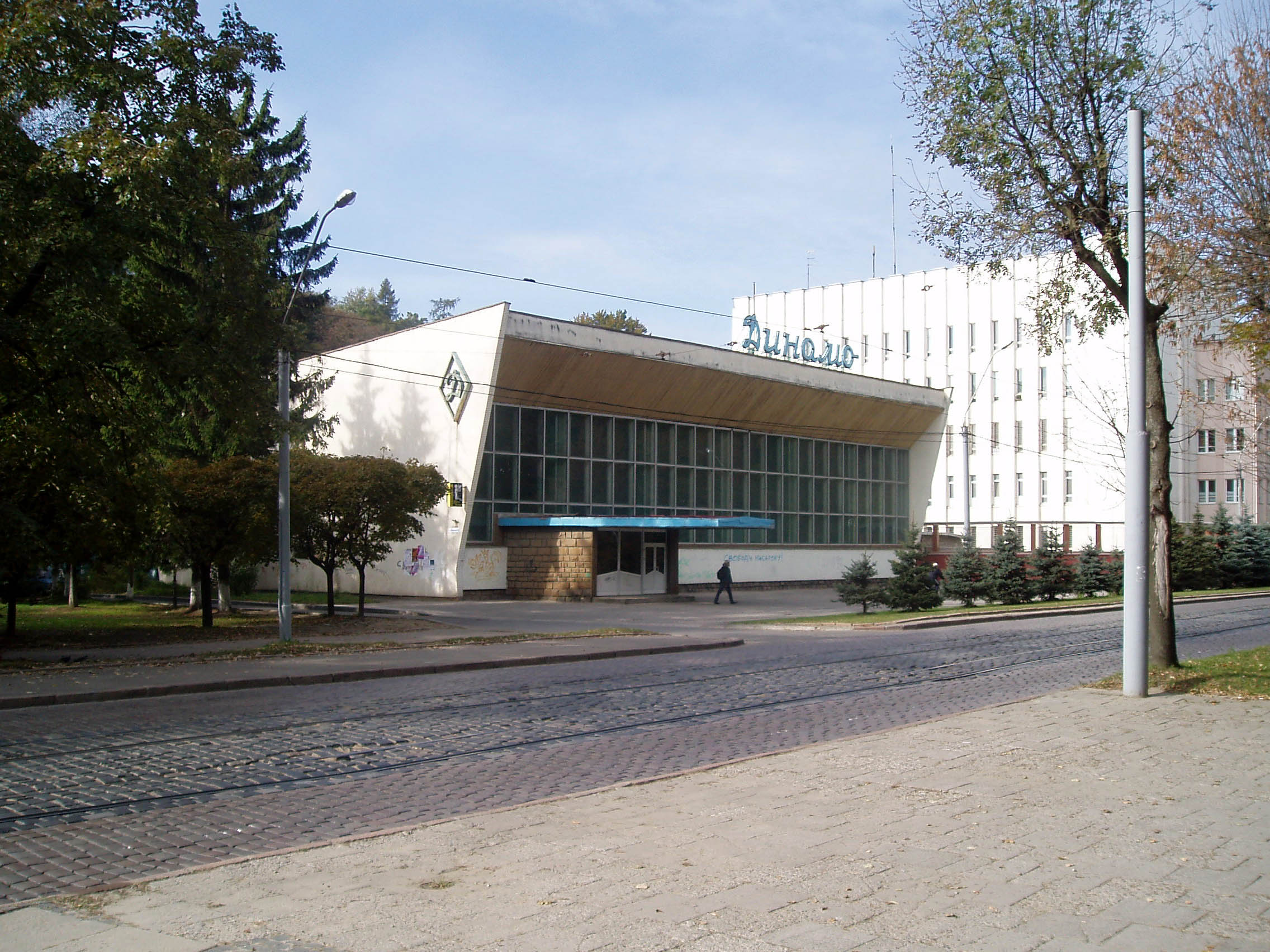
Спортивний корпус товариства «Динамо» (вул. Вітовського, 53)
- Церква св. Володимира і Ольги
(вул. Симоненка, 5а)
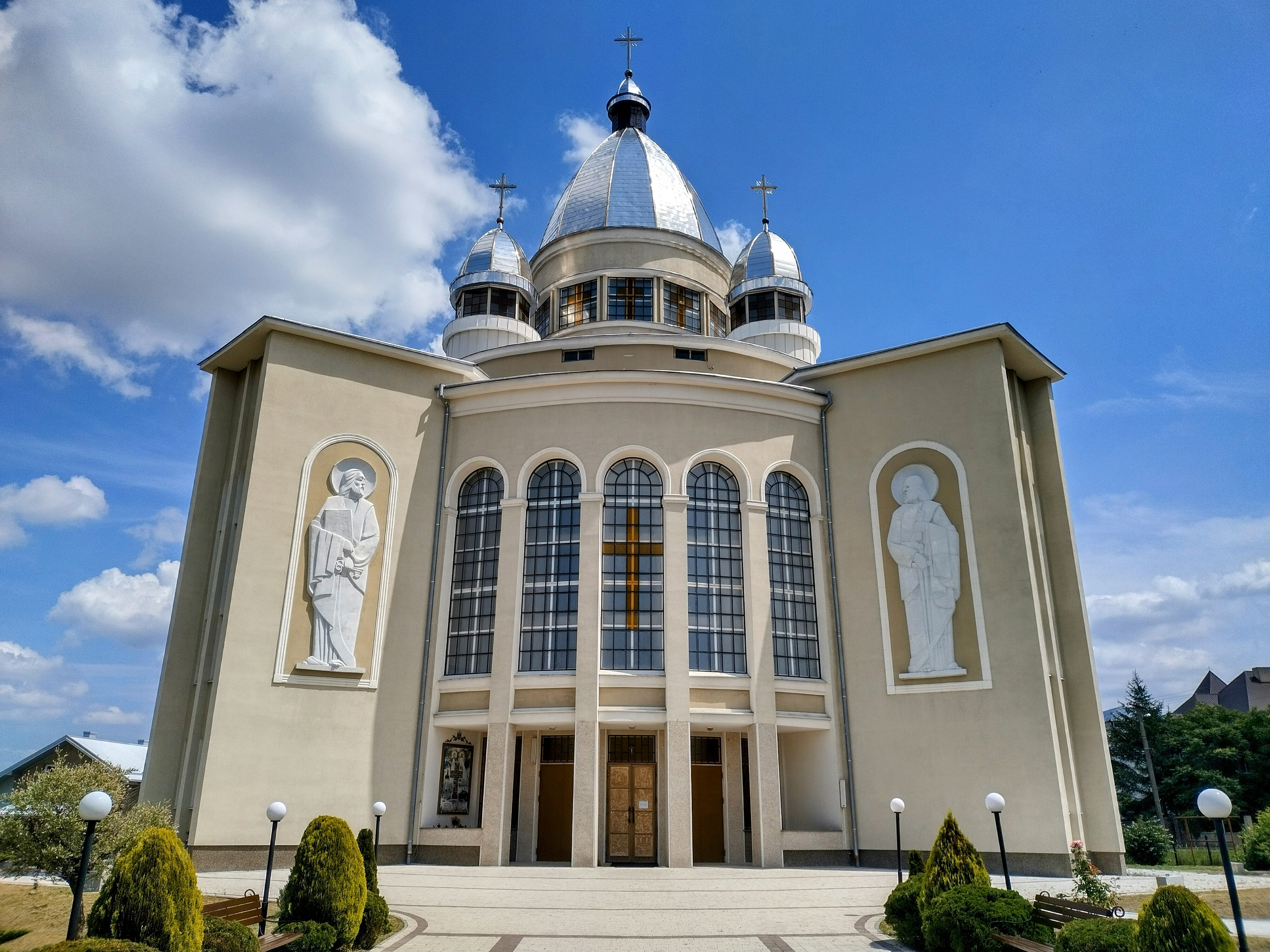
Церква Святих апостолів Петра і Павла (с. Зимна Вода)

### Пам'ятники
- Монумент бойової слави Радянських збройних сил у Львові (1971). Співавтори Дмитро Крвавич, Еммануїл Мисько, Ярослав Мотика, Олександр Пирожков архітектор Аполлон Огранович. Відзначений 1972 року Державною премією УРСР імені Тараса Шевченка, а 1974 — Золотою медаллю імені М. Грекова Академії мистецтв СРСР[14].
- Пам'ятник В. Стефаникові у Львові (1970-1971, скульптор Володимир Сколоздра)[10][1].
- Пам'ятник В. Стефаникові в Русові Снятинського району (1971, скульптор Володимир Сколоздра)[15].
- Пам'ятник С. Тудору на площі Маланюка у Львові (1980[16], за іншими даними 1981[17][1]).
- Пам'ятник Олександрові Гаврилюку у сквері між вулицями Лисенка, Просвіти та Короленка у Львові (1982)[1].
- Пам'ятник на могилі В. З. Бісяріна на Личаківському цвинтарі (1970, скульптор Валентин Подольський)[18].
- Пам'ятники землякам, загиблим у селах Жирова (1977, скульптор І. Балух)[19], Дев'ятники (1979, скульптор І. Балух)[19], Хлівчани (1979, скульптор Еммануїл Мисько)[20].
- Пам'ятники радянським солдатам у Добромилі (1980, скульптор Іван Кушнір)[20] та Старому Самборі (1980, скульптор Іван Кушнір)[21].
- Пам'ятний знак загиблим односельцям у Вільшанику Львівської області (скульптор Анатолій Галян)[22].
- Пам'ятний знак у селі Зав'язанці Львівської області (скульптор Євген Дзиндра)[23].

Пам'ятник В. Стефаникові
Пам'ятник С. Тудору

### Паркова скульптура
- Паркова скульптура «Юзя» (1976-1977; Джерело № 11 (колишня «Юзя») курорту «Трускавець», м. Трускавець; співавтори — скульптор Леонід Василюк, архітектор Домінко Р.)[24]

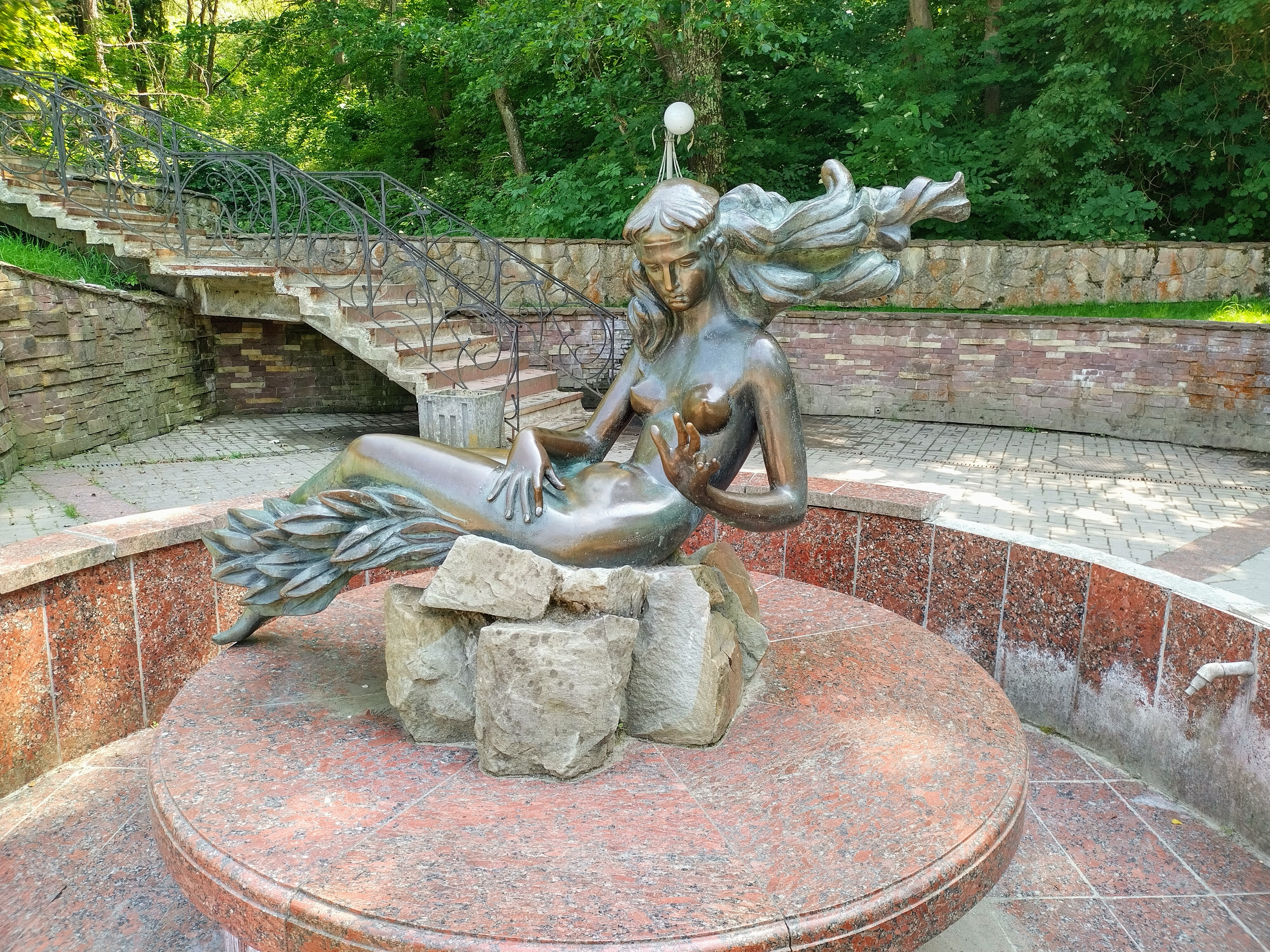
Скульптура «Юзя» у парку Адамівка в Трускавці

### Нереалізовані проєкти
- Музей-заповідник козацької слави на острові Хортиця (1965; проєкт).
- Пам'ятник Шевченкові у Львові (1989; співавтор — скульптор Леонід Василюк).